# Parafia św. Antoniego Wielkiego w Nîmes
Parafia św. Antoniego Wielkiego – etnicznie grecka parafia prawosławna w Nîmes. Korzysta ona z budynku katolickiej kaplicy św. Teresy. Nabożeństwa są odprawiane w każdą ostatnią niedzielę miesiąca.  